# Tadeo Amorena
|                  |  |                        |
| O "rei europeu". |  | Face do "rei europeu". |

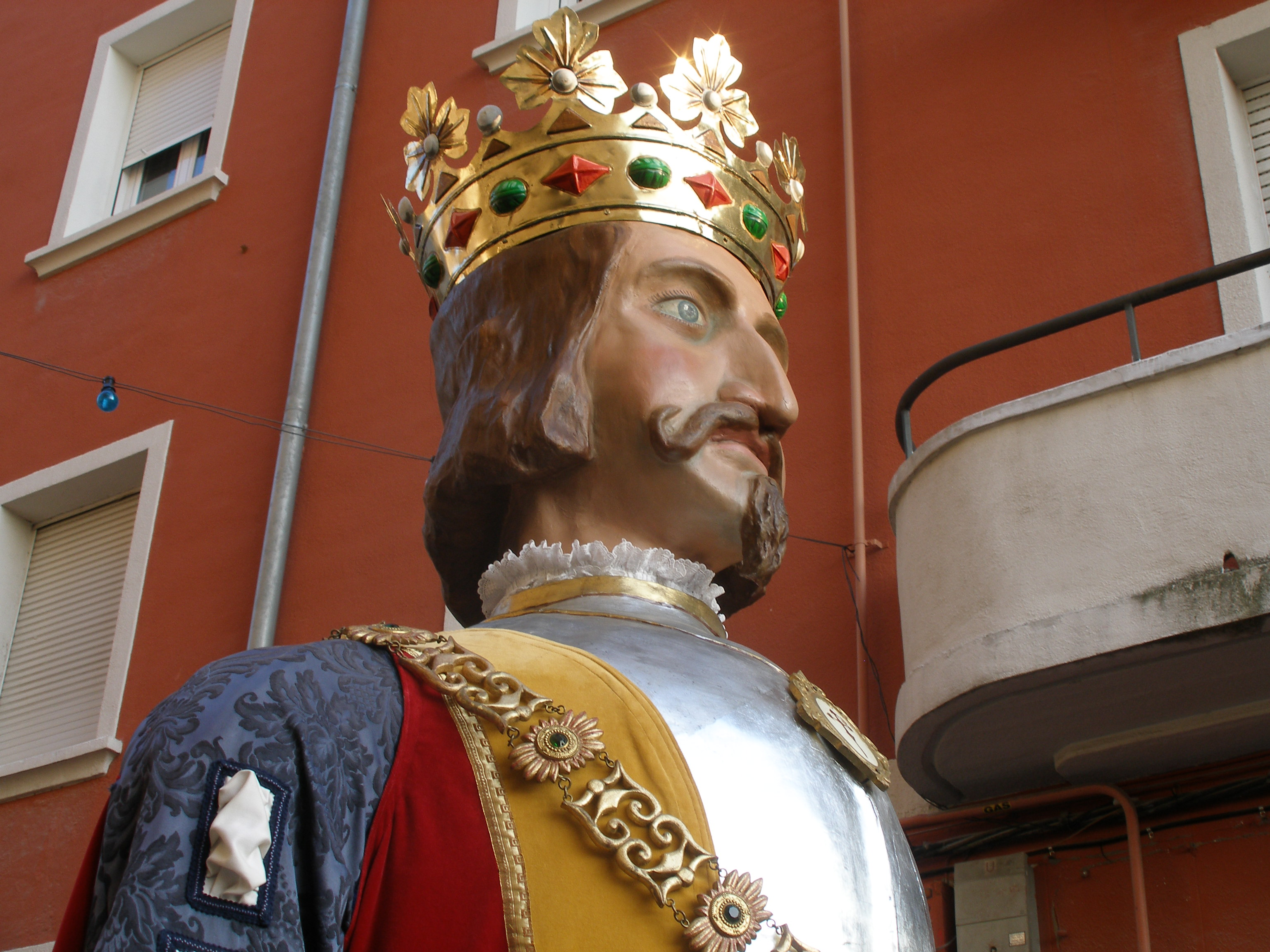
O gigantone do "Rei Europeu", que junto com a rainha, convenceu o ayuntamiento a criar os Gigantes de Pamplona.

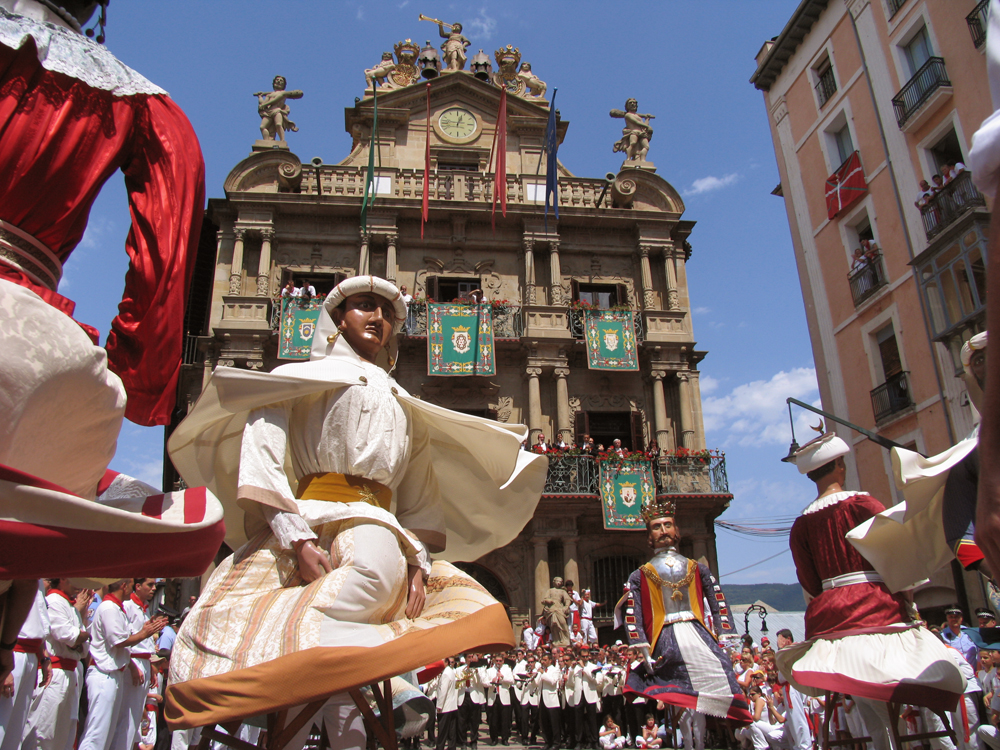
Os gigantones criados por Tadeo Amorena num desfile em frente ao Ayuntamiento de Pamplona no último dia dos Sanfermines de 2008.

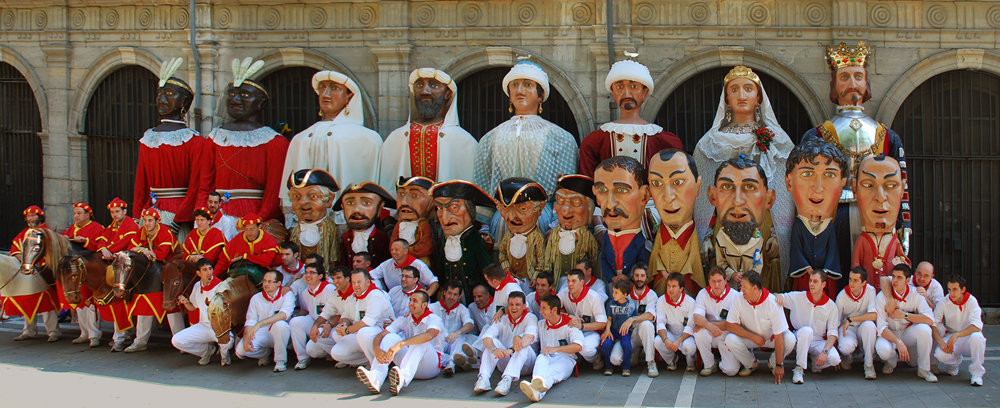
A "Comparsa de gigantes e cabeçudos de Pamplona".

Eleuterio Tadeo Amorena Gil (Pamplona, abril de 1819 - ???) foi um pintor e artesão navarro que é conhecido por ter sido o criador dos famosos gigantones da "Comparsa de gigantes e cabeçudos de Pamplona".
O seu pai, Esteban Amorena Etxeberria, um natural do vale de Baztan e de origem agote,[a] emigrou para Pamplona provavelmente devido à discriminação que os agotes ainda sofriam no início do século XIX. Aí se casou com Ramona Gil, com quem teve quatro filhos, o mais novo deles Tadeo, que cresceu no bairro das Tornerías, onde hoje é a Rua de São Nicolau (Calle San Nicolás), no "Casco Antiguo" de Pamplona. Pintor de profissão, aos 24 anos Eleuterio Tadeo casou com Ezequiela Pascuala Muñoz com quem adotou uma filha, Benita Onsalo.
Tadeo foi o criador dos "Gigantes de Pamplona" que ainda hoje, passados mais de 150 anos, continuam a desfilar nas ruas durante os Sanfermines (Festa de São Firmino), no dia de São Saturnino, o padroeiro da cidade conhecido popularmente por San Cernin e eventos festivos. As figuras, de reconhecida beleza e perfeição artesanal, constam de quatro pares de reis de quatro partes do mundo (Europa, Ásia, África e América); inexplicavelmente não há nenhum par da Oceania.

Tadeo propôs a criação de novos gigantones ao ayuntamiento a 31 de março de 1860, oferecendo-se para não cobrar mão de obra nos primeiros:
| “ | O que subscreve. mestre pintor munícipe de Pamplona e com o devido respeito de V. Exc. expõe que há algum tempo formei a ideia de apresentar um projeto para a construção de uns gigantes novos do mesmo tamanho dos que há na atualidade, os quais reúnam as condições seguintes: 1) a de serem rigorosamente ligeiros, cujo peso total não exceda as 80 libras e esteja arranjado de forma a que os seus condutores possam manobrar com facilidade e soltura, sem perigo de caírem, como acontece em todas as vezes que os de agora desfilam; 2) a de ter uma solidez comprovada, apesar da simplicidade das suas armações; 3) a de serem umas figuras nobres, de elegantes formas e proporções, segundo a arte da escultura, cujos personagens poderiam representar as quatro partes do mundo. Portanto vendo que a época de São Firmino se aproxima, pareceu-me conveniente apresentar este projeto a V.E. suplicando-lhes que me concedam a autorização para construir um ou dois, para que em vista disso determinem a construção dos demais e tenham por conveniente, advertindo que para a execução do trabalho referido não exijo mais remuneração que a de me pagarem apenas o valor dos materiais que se empreguem. Pelo exposto, suplica e espera da acreditada justiça de V.E. se sirvam ter em consideração o proposto e determinar que o julguem por conveniente. Pamplona, 31 de março de 1860. | ” |

A autarquia aceitou a proposta e Tadeo construiu os reis europeus, os quais custaram 2 600 reais. O artista foi ainda recompensado com mil reais e foram-lhe encomendadas os outros três pares de reis, pelas quais recebeu 6 000 reais mais os antigos gigantes. Apesar do êxito conseguido, nada mais se sabe do artista, que desapareceu no anonimato. Em 1946, quando o ayuntamiento de Santander pediu informações sobre os construtores dos gigantones e cabeçudos de Pamplona, o presidente da Comissão de Fomento do ayuntamiento, Miguel María Troncoso, após quatro meses de averiguações, respondeu:
| “ | Esses gigantes foram construídos por um industrial desta cidade, no ano de 1860, chamado Tadeo Amorena, que na atualidade já não existe, pois desapareceu há muito tempo. | ” |

Em memória do artista foi dedicada o nome de uma rua na sua cidade natal, Pamplona.